# Аматуччи, Лоренцо
Лоренцо Аматуччи (итал. Lorenzo Amatucci; родился 5 февраля 2004 года, Ареццо, Италия) — итальянский футболист, полузащитник футбольного клуба «Фиорентина», выступающий на правах аренды за клуб «Тернана». Победитель чемпионата Европы до 19 лет в составе сборной Италии.

## Клубная карьера
Лоренцо Аматуччи — воспитанник футбольного клуба «Фиорентина». За клуб дебютировал 3 сентября 2023 года в матче против «Интернационале».

## Карьера в сборной
За сборную Италии до 18 лет сыграл 8 матчей. В составе сборной до 19 лет принял участие на победном для Италии чемпионате Европы, где сыграл в 4 матчах.